# 中菊头蝠
中菊头蝠（intermediate horseshoe bat）为菊头蝠科菊头蝠属的动物。分布在南亚和东南亚各国以及中国南部。在中国大陆，分布于江西、广西、陕西、贵州、安徽、云南、海南、四川、江苏、福建、浙江、湖南等地。该物种的模式产地在爪哇。
主要生活区在各地不同。在中国主要生活于岩洞，在南亚也生活在果园和农业区，而在东南亚生活在人少的森林中。

## 亚种
- 中菊头蝠海南亚种（学名：Rhinolophus affinis hainanus），J. Allen于1906年命名。在中国大陆，分布于海南等地。该物种的模式产地在海南。[3]
- 中菊头蝠喜马拉雅亚种（学名：Rhinolophus affinis himalayanus），Andersen于1905年命名。在中国大陆，分布于云南、四川、湖南等地。该物种的模式产地在印度。[4]
- 中菊头蝠东南亚种（学名：Rhinolophus affinis macrurus），Andersen于1905年命名。在中国大陆，分布于江西、广西、安徽、江苏、福建、浙江等地。该物种的模式产地在缅甸。[5]

## 外部連結
- Sound recordings of Rhinolophus affinis on BioAcoustica
- Rhinolophus affinis (Intermediate Horseshoe Bat)（页面存档备份，存于）
- Rhinolophus affinis（页面存档备份，存于）
- Intermediate horseshoe bat (Rhinolophus affinis)（页面存档备份，存于）